# Desaster
I Desaster sono un gruppo thrash/black metal nato nel 1988 a Coblenza, in Germania, che tratta temi come la guerra e il satanismo.

## Formazione

### Formazione attuale
- Sataniac – voce
- Infernal – chitarra
- Odin – basso
- Tormentor – batteria

### Ex componenti
- Okkulto – voce (1992-2001)
- Creator Cassie – voce, basso (1988-1990)
- Tobias "Thorim" Mölich – batteria (1995-1996)
- Luggi – batteria (1992-1995)
- Alexander Arz – batteria (1988-1990)

## Discografia

### Album in studio

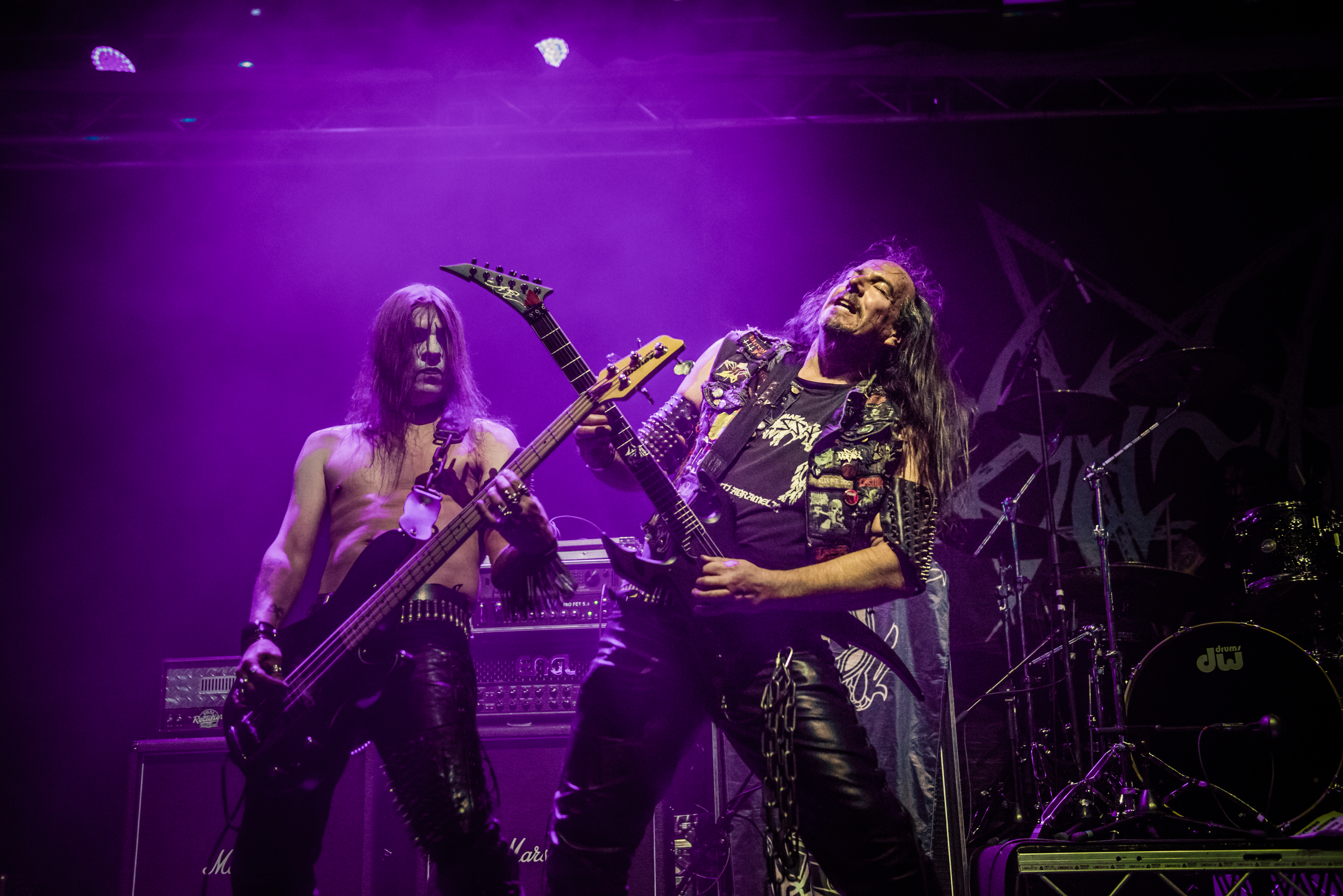
Odin e Infernal al Ruhrpott Metall Meeting 2016

- 1996 – A Touch of Medieval Darkness
- 1998 – Hellfire's Dominion
- 2000 – Tyrants of the Netherworld
- 2002 – Divine Blasphemies
- 2005 – Angelwhore
- 2007 – Satan's Soldiers Syndicate
- 2012 – The Arts of Destruction
- 2016 – The Oath of an Iron Ritual
- 2021 – Churches Without Saints

### Album dal vivo
- 2003 – Live in Serbian Hell
- 2004 – Brazilian Blitzkrieg Blasphemies
- 2014 – Live in Bamberg

### Raccolte
- 1999 – Ten Years of Total Desaster
- 2009 – 20 Years of Total Desaster
- 2016 – As the Deadworld Calls

### Demo
- 1993 – The Fog of Avalon
- 1994 – Lost in the Ages

### Split
- 1995 – Ungod/Desaster (con gli "Ungod")
- 2000 – Desaster in League with Pentacle (con i Pentacle)
- 2005 – Invaders of Wrath (con gli "Iron Fist")
- 2005 – Sabbatical Desasterminator (con i Sabbat)
- 2009 – Anniversarius (con i Sabbat)
- 2015 – Imperial Anthems No. 17 (con i Soulburn)

### Singoli
- 1998 – Ride on for Revenge
- 2001 – Souls of Infernity
- 2006 – Infernal Voices
- 2010 – Zombie Ritual/Devil's Sword
- 2019 – Black Celebration